# Лизгар
Лизгар (на турски: Izgar) е село в Източна Тракия, Турция, Вилает Родосто.

## География
Селото се намира на 10 километра западно от Малгара.

## История
В XIX век Лизгар е българско село в Малгарска кааза в Одринския вилает на Османската империя. Според „Етнография на вилаетите Адрианопол, Монастир и Салоника“, издадена в Константинопол в 1878 година и отразяваща статистиката на населението от 1873 година, Езгар (Ezgar) има 62 домакинства и 340 жители българи.
Според статистиката на професор Любомир Милетич в 1912 година в Лизгар живеят 81 български патриаршистки семейства или 420 души и 30 семейства или 120 души униати.
При избухването на Балканската война в 1912 година 5 души от Лизгар са доброволци в Македоно-одринското опълчение.
Българското население на Лизгар се изселва след Междусъюзническата война в 1913 година.

## Личности
Родени в Лизгар
- Вълю Диманов Попиванов, македоно-одрински опълченец, 3 рота на 12 лозенградска дружина[4]
- Георги Стойчев, македоно-одрински опълченец, 1 рота на 5 одринска дружина, убит при Дедеагач[5]
- Димитър Тодоров, македоно-одрински опълченец, 3 рота на 5 одринска дружина[6]
- Димко (Динко) Тодоров, македоно-одрински опълченец, 1 и 3 роти на 5 одринска дружина[7]
- Никола Тодоров, македоно-одрински опълченец, 1 рота на 5 одринска дружина, убит[7]